# Johann Richard Rham

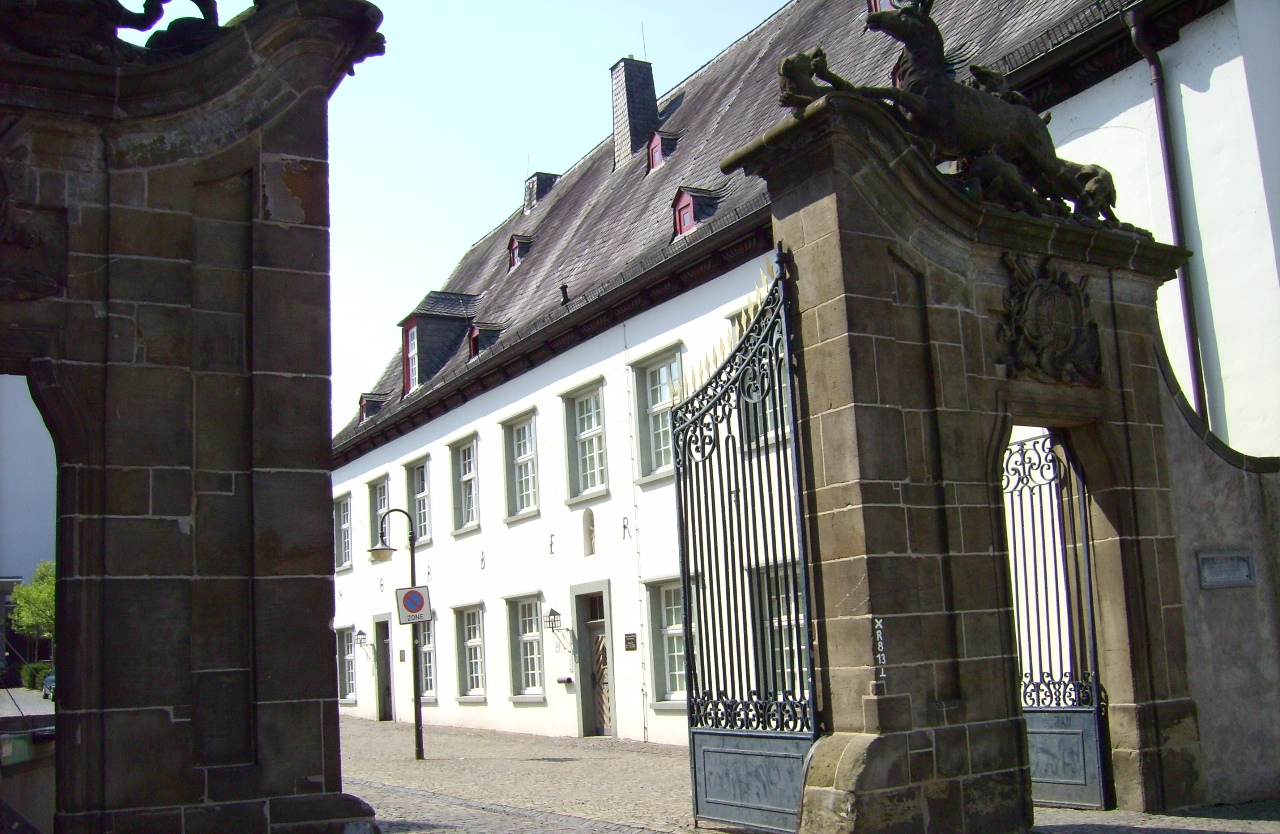
Abtgebäude in Wedinghausen, teilweise finanziert durch den Nachlass von Rham

Johann Richard Rham (* um 1600 in Werl; † 7. Oktober 1663 in Coesfeld) war Prämonstratenser, Alchimist, kaiserlicher Rat und Diplomat.

## Leben
Rham wurde als Sohn des Werler Richters Caspar Rham und dessen Frau Anna (geb. Kleinsorgen) geboren. Über seine schulische und universitäre Ausbildung ist nichts bekannt. Im Jahr 1622 trat er in das Stift Wedinghausen ein. Um 1632/33 war er stellvertretender Pfarrer in Arnsberg. Seit 1635 war er Propst in St. Georg in Stade. Zwischen 1639 und 1646 war er Hofkaplan bei Wilhelm von Bayern, Freiherr von Höllinghofen. Dieser Beziehung verdankte Rham seine Beziehungen mit hochrangigen Persönlichkeiten.
Er tat sich als Schriftsteller, Maler und Mediziner hervor. Zusammen mit Kaiser Ferdinand III. unternahm er alchimistische Experimente. Kurfürst Friedrich Wilhelm von Brandenburg hat er erfolgreich medizinisch behandelt. Der Kurfürst schenkte Rham 1647 daraufhin die Pfarrei Rhynern. Allerdings hat er ihm die Pfarrei 1655 wieder entzogen.
Für den Kaiser unternahm Rham verschiedene Gesandtschaften insbesondere nach England. Genaue Angaben gibt es indes nicht. Bekannt ist, dass Rham 1662 hohe Summen angewiesen bekam. Auch für andere Fürsten war Rham als Gesandter tätig. Auch für das Werler Erbsälzerkollegium war er tätig, um einen seit Jahrzehnten dauernden Konflikt mit den Kölner Kurfürsten zu beenden. Dieser Versuch war indes vergeblich.
Im Jahr 1655 hatte er das Pastorat St. Lamberti in Coesfeld erhalten.
Er hinterließ einen wertvollen Nachlass, darunter Edelsteine, Bargeld, Kunstwerke, eine Bibliothek und sonstige Dinge, die in den Besitz von Wedinghausen übergingen. Der Nachlass trug zum Bau einer neuen Wohnung für den Vorsteher von Wedinghausen bei.

## Werke
- Isagoge in universam Christiani hominis sapientiam qua vitae & mortis contemptus docetur. Item Isagoge in vitam sobriam & rectam valetudinis curam. Köln, 1634.